# Бузівська сільська рада (Києво-Святошинський район)
| Бузівська сільська рада — колишній орган місцевого самоврядування у Києво-Святошинському районі Київської області з адміністративним центром у с. Бузова. Сільській раді були підпорядковані населені пункти: - с. Бузова - с. Буча - с. Гурівщина - с. Любимівка - с. Хмільна |

## Склад ради
Рада складалася з 22 депутатів та голови.

### Керівний склад ради
| ПІБ                              | Основні відомості                                                         | Дата обрання | Дата звільнення |
| -------------------------------- | ------------------------------------------------------------------------- | ------------ | --------------- |
| Пономаренко Володимир Васильович | Сільський голова, 1963 року народження, освіта, безпартійний              | 26.03.2006   | 31.10.2010      |
| Пономаренко Володимир Васильович | Сільський голова, 1963 року народження, освіта вища, член Партії регіонів | 31.10.2010   | 10.2015         |
| Кижлай Сергій Володимирович      | Сільський голова, 1975 року народження, безпартійний                      | 25.10.2015   |                 |

Примітка: таблиця складена за даними джерела